# كارولي سوس
كارولي سوس (بالمجرية: Sós Károly)‏ (5 أبريل 1909 في المجر - 3 أغسطس 1991 في المجر) هو مدرب كرة قدم ولاعب كرة قدم مجري في مركز الوسط. لعب مع نادي بيرن ونادي فاساس وأولمبيك أليس وGamma FC ‏ وNemzeti SC ‏ وMiskolci AK ‏ وUS Saint-Malo ‏.

## وصلات خارجية
- كارولي سوس على موقع قاعدة بيانات كرة القدم.إي يو (الإنجليزية)
- كارولي سوس على موقع عالم كرة القدم.نت (الإنجليزية)
- كارولي سوس على موقع أوليمبيديا (الإنجليزية)